# Архиепархия Гвадалахары
Архиепархия Гвадалахары (лат. Archidioecesis Guadalaiarensis) — архиепархия Римско-католической церкви с центром в городе Гвадалахара, Мексика. В митрополию Гвадалахары входят епархии Агуаскальентеса, Аутлана, Колимы, Сан-Хуан-де-лос-Лагоса, Сьюдад-Гусмана, Тепика, Территориальная прелатура Хесус Мария дель Наяр. Кафедральным собором архиепархии Гвадалахары является церковь Успения Пресвятой Девы Марии.

## История
13 июля 1548 года Святой Престол учредил епархию Гвадалахары, выделив её из епархии Мичикоана (сегодня — Архиепархия Морелии). 
28 сентября 1620 года епархия Гвадалахары передала часть своей территории новой епархии Дуранго (сегодня — Архиепархия Дуранго). 
26 января 1863 года епархия Гвадалахары передала часть своей территории епархии Закатекас и была возведена в ранг архиепархии.
В следующие годы архиепархия Гвадалахары передала часть своей территории новым церковным структурам:
- 11 декабря 1881 года — епархии Колимы;
- 23 июня 1891 года — епархии Тепика;
- 27 августа 1899 года — епархии Агуаскальентеса;
- 28 января 1961 года — епархии Аутлана;
- 25 марта 1972 года — епархиям Сьюдад-Гусмана и Сан-Хуан-де-лос-Лагоса;

## Ординарии архиепархии
- епископ Pedro Gómez Malaver (Maraver) (13.07.1548 — 28.12.1551);
- епископ Pedro de Ayala (18.12.1561 — 19.09.1569);
- епископ Francisco Gómez de Mendiola y Solórzano (19.04.1574 — 23.04.1576);
- епископ Domingo de Alzola (6.07.1582 = 11.02.1590);
- епископ Pedro Suárez de Escobar (1591 — ?);
- епископ Francisco Santos García de Ontiveros y Martínez (22.05.1592 — 28.06.1596);
- епископ Alfonso de la Mota y Escobar (11.03.1598 — 12.02.1607);
- епископ Juan de Valle y Arredondo (19.03.1606 — 1617);
- епископ Francisco de Rivera y Pareja (29.01.1618 — 17.09.1629);
- епископ Leonel de Cervantes y Caravajal (17.12.1629 — 18.02.1636);
- епископ Juan Sánchez Duque de Estrada (21.07.1636 — 12.11.1641);
- епископ Juan Ruiz de Colmenero (25.06.1646 — 28.09.1663);
- епископ Francisco Verdín y Molina (6.07.1665 — 27.11.1673);
- епископ Manuel Fernández de Santa Cruz y Sahagún (19.02.1674 — 2.06.1676);
- епископ Juan de Santiago y León Garabito (13.09.1677 — 11.07.1694);
- епископ Felipe Galindo Chávez y Pineda (30.05.1695 — 7.03.1702);
- епископ Diego Camacho y Ávila (14.01.1704 — 19.10.1712);
- епископ Manuel de Mimbela y Morlans (26.02.1714 — 4.05.1721);
- епископ Pedro de Tapiz y García (16.04.1722 — ?);
- епископ Juan Bautista Álvarez de Toledo (2.07.1723 — 1725);
- епископ Nicolás Carlos Gómez de Cervantes y Velázquez de la Cadena (29.02.1726 — 6.11.1734);
- епископ Juan Leandro Gómez de Parada Valdez y Mendoza (2.12.1735 — 14.01.1751);
- епископ Francisco de San Buenaventura Martínez de Tejada y Díez de Velasco (20.12.1751 — 20.12.1760);
- епископ Diego Rodríguez de Rivas y Velasco (29.03.1762 — 11.12.1770);
- епископ Antonio Alcalde y Barriga (19.08.1771 — 7.08.1792);
- епископ Esteban Lorenzo de Tristán y Esmenota (19.04.1793 — 10.12.1794);
- епископ Juan Cruz Ruiz de Cabañas y Crespo (18.12.1795 — 28.11.1824);
- епископ José Miguel Gordoa y Barrios (28.02.1831 — 12.07.1832);
- епископ Diego de Aranda y Carpinteiro (11.07.1836 — 17.03.1853);
- архиепископ Pedro Espinosa y Dávalos (12.09.1853 — 12.11.1866);
- архиепископ Pedro José de Jesús Loza y Pardavé (22.06.1868 — 15.11.1898);
- архиепископ Jacinto López y Romo (19.08.1899 — 31.12.1900);
- архиепископ José de Jesús Ortíz y Rodríguez (16.12.1901 — 19.06.1912);
- архиепископ José Francisco Orozco y Jiménez (2.12.1912 — 18.02.1936);
- кардинал Хосе Гариби-и-Ривера (18.02.1936 — 1.03.1969);
- кардинал Хосе Саласар Лопес (21.02.1970 — 15.05.1987);
- кардинал Хуан Хесус Посадас Окампо (15.05.1987 — 24.05.1993);
- кардинал Хуан Сандоваль Иньигес (21.04.1994 — 7.12.2011);
- кардинал Франсиско Роблес Ортега (с 7.12.2011).

## Источник
- Annuario Pontificio, Libreria Editrice Vaticana, Città del Vaticano, 2003, ISBN 88-209-7422-3